# Герби, Вероника
Веро́ника Ге́рби (итал. Veronica Gerbi) — итальянская кёрлингистка.

## Команды
| Сезон                                          | Четвёртый        | Третий                | Второй         | Первый           | Запасной                                                           | Турниры                              |
| ---------------------------------------------- | ---------------- | --------------------- | -------------- | ---------------- | ------------------------------------------------------------------ | ------------------------------------ |
| 2011—12                                        | Диана Гаспари    | Джорджия Аполлонио    | Кьяра Оливьери | Клаудия Альвера  | Вероника Герби тренеры: Брайан Грей (ЧЕ, ЧМ), Даниэль Рафаэль (ЧМ) | ЧЕ 2011 (6 место) ЧМ 2012 (10 место) |
| Кёрлинг среди смешанных команд (mixed curling) |                  |                       |                |                  |                                                                    |                                      |
| 2009—10                                        | Лукреция Сальваи | Джанандреа Галлинатто | Вероника Герби | Diego Bertoletti | Valentina Cal Giovanni Battoni                                     | ЧИСК 2009 · ЧЕСК 2009 (18 место)     |

(скипы выделены полужирным шрифтом)